# Premiership Rugby Sevens Series 2013
Die Premiership Rugby Sevens Series 2013 (aus Sponsoringgründen auch als J.P Morgan Asset Management Premiership Rugby 7s Series 2013 bezeichnet) waren die vierte Ausgabe der Premiership Rugby Sevens Series und fanden zwischen dem 1. August und dem 9. August statt. Im Finale gewann Gloucester Rugby 24:17 gegen die Leicester Tigers und gewann damit die Series zum ersten Mal.

## Vorrunde

### Gruppe A
Die Spiele fanden alle im Kingsholm Stadium statt.
| Platz | Team               | Siege | Unent. | Ndlg. | Ergeb. | Diff. | Bonuspunkte | Punkte |
| ----- | ------------------ | ----- | ------ | ----- | ------ | ----- | ----------- | ------ |
| 1.    | Worcester Warriors | 3     | 0      | 0     | 84:50  | +34   | 3           | 15     |
| 2.    | Gloucester Rugby   | 2     | 0      | 1     | 76:69  | +7    | 2           | 10     |
| 3.    | Bath Rugby         | 1     | 0      | 2     | 53:73  | −20   | 1           | 5      |
| 4.    | Exeter Chiefs      | 0     | 0      | 3     | 53:74  | −21   | 1           | 1      |

| 1. August 19:15 | Gloucester Rugby | 29 : 19 | Bath Rugby |  |
| 1. August 19:15 |                  |         |            |  |

| 1. August 19:40 | Worcester Warriors | 26 : 17 | Exeter Chiefs |  |
| 1. August 19:40 |                    |         |               |  |

| 1. August 20:10 | Bath Rugby | 20 : 17 | Exeter Chiefs |  |
| 1. August 20:10 |            |         |               |  |

| 1. August 20:35 | Gloucester Rugby | 19 : 31 | Worcester Warriors |  |
| 1. August 20:35 |                  |         |                    |  |

| 1. August 21:05 | Worcester Warriors | 27 : 14 | Bath Rugby |  |
| 1. August 21:05 |                    |         |            |  |

| 1. August 21:30 | Gloucester Rugby | 28 : 19 | Exeter Chiefs |  |
| 1. August 21:30 |                  |         |               |  |

### Gruppe B
Die Spiele fanden alle im Franklin’s Gardens statt. Die Zuschaueranzahl betrug 9.432
| Platz | Team               | Siege | Unent. | Ndlg. | Ergeb. | Diff. | Bonuspunkte | Punkte |
| ----- | ------------------ | ----- | ------ | ----- | ------ | ----- | ----------- | ------ |
| 1.    | Newcastle Falcons  | 3     | 0      | 0     | 59:37  | +22   | 1           | 13     |
| 2.    | Leicester Tigers   | 2     | 0      | 1     | 37:31  | +6    | 0           | 8      |
| 3.    | Sale Sharks        | 1     | 0      | 2     | 36:44  | −8    | 3           | 7      |
| 4.    | Northampton Saints | 0     | 0      | 3     | 49:69  | −20   | 4           | 4      |

| 2. August 19:15 | Northampton Saints | 22 : 28 | Newcastle Falcons |  |
| 2. August 19:15 |                    |         |                   |  |

| 2. August 19:40 | Leicester Tigers | 10 : 7 | Sale Sharks |  |
| 2. August 19:40 |                  |        |             |  |

| 2. August 20:10 | Newcastle Falcons | 19 : 10 | Leicester Tigers |  |
| 2. August 20:10 |                   |         |                  |  |

| 2. August 20:35 | Northampton Saints | 22 : 24 | Sale Sharks |  |
| 2. August 20:35 |                    |         |             |  |

| 2. August 21:05 | Newcastle Falcons | 12 : 5 | Sale Sharks |  |
| 2. August 21:05 |                   |        |             |  |

| 2. August 21:30 | Northampton Saints | 5 : 17 | Leicester Tigers |  |
| 2. August 21:30 |                    |        |                  |  |

### Gruppe C
Die Spiele fanden alle im Allianz Park statt.
| Platz | Team         | Siege | Unent. | Ndlg. | Ergeb. | Diff. | Bonuspunkte | Punkte |
| ----- | ------------ | ----- | ------ | ----- | ------ | ----- | ----------- | ------ |
| 1.    | Harlequins   | 3     | 0      | 0     | 92:59  | +33   | 3           | 15     |
| 2.    | Saracens     | 2     | 0      | 1     | 66:53  | +13   | 2           | 10     |
| 3.    | London Irish | 1     | 0      | 2     | 62:85  | −23   | 1           | 5      |
| 4.    | London Wasps | 0     | 0      | 3     | 55:78  | −23   | 2           | 2      |

| 3. August 19:15 | Saracens | 24 : 12 | London Irish |  |
| 3. August 19:15 |          |         |              |  |

| 3. August 19:40 | Harlequins | 26 : 19 | London Wasps |  |
| 3. August 19:40 |            |         |              |  |

| 3. August 20:10 | Harlequins | 42 : 19 | London Irish |  |
| 3. August 20:10 |            |         |              |  |

| 3. August 20:35 | Saracens | 21 : 17 | London Wasps |  |
| 3. August 20:35 |          |         |              |  |

| 3. August 21:05 | London Irish | 31 : 19 | London Wasps |  |
| 3. August 21:05 |              |         |              |  |

| 3. August 21:30 | Saracens | 21 : 24 | Harlequins |  |
| 3. August 21:30 |          |         |            |  |

## Finalrunde
Alle Spiele der Finalrunde fanden im Recreation Ground statt.

### Gruppe A
| Platz | Team               | Siege | Unent. | Ndlg. | Ergeb. | Diff. | Bonuspunkte | Punkte |
| ----- | ------------------ | ----- | ------ | ----- | ------ | ----- | ----------- | ------ |
| 1.    | Leicester Tigers   | 2     | 0      | 0     | 54:29  | +25   | 1           | 9      |
| 2.    | Harlequins         | 1     | 0      | 1     | 46:33  | +13   | 2           | 6      |
| 3.    | Worcester Warriors | 0     | 0      | 2     | 26:64  | −38   | 0           | 0      |

| 9. August 19:00 | Leicester Tigers | 35 : 12 | Worcester Warriors |  |
| 9. August 19:00 |                  |         |                    |  |

| 9. August 19:50 | Leicester Tigers | 19 : 17 | Harlequins |  |
| 9. August 19:50 |                  |         |            |  |

| 9. August 20:40 | Harlequins | 29 : 14 | Worcester Warriors |  |
| 9. August 20:40 |            |         |                    |  |

### Gruppe B
| Platz | Team              | Siege | Unent. | Ndlg. | Ergeb. | Diff. | Bonuspunkte | Punkte |
| ----- | ----------------- | ----- | ------ | ----- | ------ | ----- | ----------- | ------ |
| 1.    | Gloucester Rugby  | 2     | 0      | 0     | 38:14  | +24   | 0           | 8      |
| 2.    | Saracens          | 1     | 0      | 1     | 33:32  | +1    | 1           | 5      |
| 3.    | Newcastle Falcons | 0     | 0      | 2     | 15:40  | −25   | 1           | 1      |

| 9. August 19:25 | Gloucester Rugby | 21 : 0 | Newcastle Falcons |  |
| 9. August 19:25 |                  |        |                   |  |

| 9. August 20:15 | Saracens | 19 : 15 | Newcastle Falcons |  |
| 9. August 20:15 |          |         |                   |  |

| 9. August 21:05 | Gloucester Rugby | 17 : 14 | Saracens |  |
| 9. August 21:05 |                  |         |          |  |

### Finale
| 9. August 21:35 | Gloucester Rugby | 24 : 17 | Leicester Tigers |  |
| 9. August 21:35 |                  |         |                  |  |